# Чемпіонат африканських націй
Чемпіонат африканських націй з футболу (англ. African Nations Championship) — футбольне змагання Африки між збірними країн, контрольоване Африканською футбольною асоціацією. Засновано 11 вересня 2007 року.

## Формат турніру
Участь у груповому фінальному турнірі беруть 16 команд, одна з яких проходить на дану стадію без кваліфікаційних ігор як країна-господар. Кожна збірна з регламентом турніру має складатись лише з тих гравців які грають у місцевому для країни чемпіонаті.

## Результати
| Господар та рік            | Фінальна гра | Фінальна гра   | Фінальна гра | матч за 3-тє місце | матч за 3-тє місце | матч за 3-тє місце |
| Господар та рік            | Переможець   | Рахунок        | 2-ге місце   | 3-тє місце         | Рахунок            | 4-те місце         |
| -------------------------- | ------------ | -------------- | ------------ | ------------------ | ------------------ | ------------------ |
| Кот-д'Івуар 2009           | ДР Конго Б   | 2–0            | Гана Б       | Замбія Б           | 3–1                | Сенегал Б          |
| Судан 2011                 | Туніс Б      | 3–0            | Ангола Б     | Судан              | 1–0                | Алжир Б            |
| ПАР 2014                   | Лівія Б      | 0–0 (пен. 4–3) | Гана Б       | Нігерія Б          | 1–0                | Зімбабве Б         |
| Руанда 2016                | ДР Конго Б   | 3–0            | Малі Б       | Кот-д'Івуар Б      | 2–1                | Гвінея Б           |
| Марокко 2018               | Марокко Б    | 4–0            | Нігерія Б    | Судан Б            | 1–1 (пен. 4–2)     | Лівія Б            |
| Камерун 2020               | Марокко Б    | 2–0            | Малі Б       | Гвінея Б           | 2–0                | Камерун Б          |
| Алжир 2022                 | Сенегал Б    | 0–0 (пен. 5–4) | Алжир Б      | Мадагаскар Б       | 1–0                | Нігер Б            |
| Кенія Танзанія Уганда 2024 |              |                |              |                    |                    |                    |